# Lemud
Lemud là một xã trong vùng hành chính Lothringen, thuộc tỉnh Moselle, quận Metz-Campagne, tổng Pange. Tọa độ địa lý của xã là 49° 02' vĩ độ bắc, 06° 22' kinh độ đông. Lemud có điểm thấp nhất là 216 mét và điểm cao nhất là 242 mét. Xã có diện tích 4,24 km², dân số vào thời điểm 1999 là 297 người; mật độ dân số là 70 người/km². Lemud nằm 16 km về phía đông nam của Metz.

## Thông tin nhân khẩu
| 1962 | 1968 | 1975 | 1982 | 1990 | 1999 |
| ---- | ---- | ---- | ---- | ---- | ---- |
| 146  | 167  | 198  | 322  | 323  | 297  |